# Jonathan Riley-Smith
Jonathan Riley-Smith, né le 27 juin 1938 à Harrogate et mort le 13 septembre 2016, est un professeur médiéviste et un historien des croisades.

## Biographie
Jonathan Riley-Smith est l'ainé de quatre enfants de William Riley-Smith et sa femme, Elspeth, (née Craik Henderson), né à Harrogate dans le Yorkshire le 27 juin 1938, dans une famille de brasseurs. Il a fait ses études au collège d'Eton et au Trinity College où il obtient son doctorat (PhD) en 1964 et un diplôme de recherche avancé (DLitt) en 2001.
Il commence sa vie professionnelle comme assistant lecteur en 1964/65 puis lecteur de 1966 à 1972 à l'université de St Andrews, département d'Histoire médiévale, puis comme assistant lecteur de 1972 à 1975 puis de 1975 à 1978 à la faculté d'Histoire de l'université de Cambridge enfin comme conférencier au Queens' College à Cambridge. Il officie au Royal Holloway de l'université de Londres, de 1978 à 1994, en tant que professeur d'histoire. En 1994, il obtient la distinction de Dixie Professorship of Ecclesiastical History et une chaire d'enseignement d'histoire et de théologie à Cambridge à Emmanuel College où il enseigne jusqu'à sa retraite en 2005. Il a supervisé les doctorats de plus de trente doctorants pendant sa carrière.
Il est membre fondateur de la Society for the Study of the Crusades and the Latin East en 1980 et son président de 1987 à 1995. Il a occupé les postes de président du conseil d'administration de l'Institute of Historical Research de 1988 à 1994, président du Victoria County History de 1989 à 1996, et chef du département d'histoire au Royal Holloway de 1984 à 1990.
Il s'est converti au catholicisme pendant le temps où il était présent à Cambridge et sa croyance était d'une importance primordiale dans sa vie. Il était marié depuis 1968 avec une artiste portraitiste, Louise Field, avec laquelle il eut trois enfants, Toby, Tammy et Polly.

## Recherche
Jonathan Riley-Smith a commencé sa carrière par l'étude de l'ordre de Saint-Jean de Jérusalem, son sujet de thèse, puis de l'histoire politique et constitutionnelle du royaume de Jérusalem. Puis il est devenu une figure de premier plan de la recherche sur les croisades, principalement orientée sur trois sujets : qu'est-ce que les croisades ? ; quels sont les motifs des Croisés ? ; quels sont les règles des colons en Terre Sainte ? What Were the Crusades? (Qu'est-ce que les croisades ?), paru en 1977, tente de répondre à ces questions et a suscité des décennies de débat. Sa principale contribution fut d'étendre la notion de croisade au-delà de la chute de Saint-Jean-d'Acre pour y inclure la Reconquista, les croisades baltes, les croisade contre les albigeois ou encore les guerres contre les Ottomans.
Il s'est intéressé aux participants des premières croisades : The First Crusade and the Idea of Crusading en 1986 jusqu'en 1996, The First Crusaders, 1099-1131, ont apporté de nouvelles contributions. De son premier livre, The Knights of St John in Jerusalem and Cyprus, c.1050-1310 en 1967 jusqu'au dernier The Knights Hospitaller in the Levant 1070-1309 en 2012, il a étudié les ordres militaires et principalement les Hospitaliers de l'ordre de Saint-Jean de Jérusalem.

## Publications
tirés de Ressources for Studying the Crusades

### Les livres
Il a produit un total de 17 titres dont 2 traduits en français :
- The Knights of St John in Jerusalem and Cyprus, c. 1050–1310 Londres, Macmillan, 1967
- Ayyubids, Mamlukes and Crusaders. Selections from the Tarikh al-Duwal wa'l Muluk of Ibn al-Furat, 2 volumes, Cambridge, Heffer, 1971 (avec Ursula et Malcolm c. Lyons)
- The Feudal Nobility and the Kingdom of Jerusalem, 1174–1277, Londres, Macmillan, 1973
- What Were the Crusades?, Londres, Macmillan, 1977
- The Crusades: Idea and Reality, 1095–1274, Londres, Edward Arnold, 1981 (avec Louise Riley-Smith)
- The First Crusade and the Idea of Crusading, Londres et Philadelphie, Athlone/University of Pennsylvania Press, 1986
- The Crusades: A Short History, Londres et New Haven, Athlone/Yale University Press, 1987
  - Les Croisades, Paris, Pygmalion, 1990
- The Atlas of the Crusades, Londres et New York, Times Books/Facts on File, 1991
  - Atlas des croisades, Paris, Éditions Autremont, 1996
- The Oxford Illustrated History of the Crusades, Oxford, Oxford University Press, 1995
- Cyprus and the Crusades, Nicosie, Society for the Study of the Crusades and the Latin East and Cyprus Research Centre, 1995 (avec Nicholas Coureas)
- Montjoie: Studies in Crusade History in Honour of Hans Eberhard Mayer, (Aldershot, Variorum, 1997 (avec Benjamin Z. Kedar et Rudolf Hiestand)
- The First Crusaders, 1095–1131, Cambridge, Cambridge University Press, 1997
- Hospitallers: The History of the Order of St. John, Londres, The Hambledon Press, 1999
- Al seguito delle Crociate Rome, Di Renzo : Dialoghi Uomo e Societΰ, 2000
- Dei gesta per Francos: Études sur les croisades dédiées à Jean Richard, Aldershot, Ashgate, 2001 (avec M. Balard et B.Z. Kedar)
- The Crusades, Christianity, and Islam, Columbia University Press, 2008
- The Knights Hospitaller in the Levant 1070–1309, Basingstoke, 2012

### Les articles
- « The care of the sick in the twelfth-century Order of St John », Glasgow St John Association, 1967
- « The Templars and the castle of Tortosa in Syria: an unknown document concerning the acquisition of the fortress » English Historical Review 84, 1969, p. 278-288
- « A note on confratermities in the Latin Kingdom of Jerusalem » Bulletin of the Institute of Historical Research 44, 1971, p. 301-308
- « The Assise sur la ligece and commune of Acre » Traditio 27, 1971, p. 179-204
- « Some lesser officials in Latin Syria » English Historical Review 87, 1972, p. 1-26
- « Government in Latin Syria and the Commercial Privileges of Foreign Merchants » Relations between East and West in the Middle Ages, D. Baker, Edinburgh, University Press, 1973, p. 109-132
- « The Order of St John in Scotland » Edinburgh Museums Dept, 1976
- « Akkon », « Armenien: Das armenische Königreich in Kilikien », « Assisse sur la ligece », « Baron: Konigreich Jerusalem », « Bethlehem », « Bohemond I von Tarand », « Burg: Lateinischer Königreich », « Burger: Lateinischer Osten », « Chronik: Kreuzzüge und Lateinischer Osten », « Gaston », « Geoffroi de Sergines », « Gottfried von Bouillon: Auf dem I Kreuzzug », « Jerusalem, Königreich und Lateinisches Patriarchat », « Johann von ibelin, Graf von Jaffa », « Johann von Ibelin, Herr von Beirut », « Johanniter », « Josselin I », « Josselin II », « Josselin III », « Königtum Jerusalem », « Kreuzzüge », « Leo I (II), Herr und König von Kilikisch-Armenien », « Leo II (III), König von Kilikisch-Armenien », Lexikon des Mittelalters, Munich, Artemis, 1977/1999
- « The survival in Latin Palestine of Muslim administration », The Eastern Mediterranean Lands in the Period of the Crusades, Warminster, Aris and Phillips, 1977, p. 9-22
- « Latin titular Bishops in Palestine and Syria, 1137-1291 », Catholic Historical Review, 64, 1978, p. 1-15
- « The Templars and the Teutonic Knights in Cilician Armenia », The Cilician Kingdom of Armenia, T.S.R. Boase, Edinburgh, Scottish Academic Press, 1978, p. 92-117
- « Peace never established: the case of the Kingdom of Jerusalem », Transactions of the Royal Historical Society, ser.5, 28, 1978, p. 87-102
- « The title of Godfrey of Bouillon », Bulletin of the Institute of Historical Research, 52, 1979, p. 83-86
- « An Approach to Crusading Ethics », Reading Medieval Studies, 6, 1980, p. 3-19
- « Crusading as an act of love », History, 65, 1980, p. 177-192, Reproduit dans Thomas F Madden, The crusades: the essential readings, Oxford, Blackwell, 2002, et Constance H. Berman, Medieval religion. New approaches, Londres, Routledge, 2005
- « Reading History: The Crusades », History Today, 32, 1982, p. 48-49
- « The First Crusade and St Peter », Outremer, B.Z. Kedar, H.E. Mayer and R.C. Smail, Jerusalem, Yad Izhak Ben-Zvi Institute, 1982, p. 41-63
- « The Franciscans and the Parish of Ascot, 1887-1980 » Pamphlet - Ascot RC parish, 1982
- « The motives of the earliest crusaders and the settlement of Latin Palestine », English Historical Review, 98, 1983, p. 721-736
- « Corrado, marchese di Monferrato », Dizionario Biografico degli Italiani, 29, 1983, p. 381-388
- « Death on the First Crusade », The End of Strife, D.M. Loades, Edinburgh, Clark, 1984, p. 14-31
- « The First Crusade and the Persecution of the Jews », Studies in Church History, 21, 1984, p. 51-72
- « Further thoughts on Baldwin II's établissement on the confiscation of fiefs », Crusade and Settlement, W.Edbury, Cardiff, University of Wales Press, 1985, p. 176-180
- « The Venetian Crusade of 1122-1124 », I Communi Italiani nel regno crociato di Gerusalemme, G. Airaldi and B.Z. Kedar, Genoa, University of Genoa, 1986, p. 337-350
- « The Latin Clergy and the Settlement of Palestine and Syria, 1098-1100 », Catholic Historical Review, 74, 1988, p. 539-357
- « Préface », Chronicles of the Crusades, E.Hallam, Londres, Weidenfeld and Nicolson, 1989, p. 11-14
- « Kreuzzüge », Theologische Realenzyklopädie, Berlin, de Gruyter, 20, 1990, p. 1-10
- « Application of Theology to Current Affairs: Memorial Sermons on the Dead of Mansurah and on Innocent IV », Historical Research, 63, 1990, p. 227-247, avec D.L. d'Avray et P. Cole
- « The Motivation of the Earliest Crusaders », St John Historical Society Proceedings, 3, 1990-91, p. 1-12
- « The Crusades, or what happened after Runciman », St John Historical Society Proceedings, 3, 1990-91, p. 45-54
- « Family Traditions and Participation in the Second Crusade », The Second Crusade and the Cistercians, M.Gervers, New York, St Martin's Press, 1992, p. 101-109
- « History, the Crusades and the Latin East, 1095-1204: A Personal View », Crusaders and Muslims in Twelfth-Century Syria, M.Shatzmiller, Leiden, Brill, 1993, p. 1-17
- « Present and Past », The Past and the Present, Problems of Understanding, A.Hegarty, Oxford, Grandpont House, 1993, p. 75-92
- « The Order of St John in England, 1827-1858 », The Military Orders: Fighting for the Faith and Caring for the Sick, M.Barber, Aldershot, Variorum, 1994, p. 121-138
- « The Crusading Movement and Historians », « The State of Mind of Crusaders to the East, 1095-1300 », « Revival and Survival », Oxford Illustrated History of the Crusades, p. 1-12, p. 66-90, p. 386-391
- « The Crusading Heritage of Guy and Aimery of Lusignan », Cyprus and the Crusades, p. 31-45
- « Reinterpreting the Crusades », The Economist, 137, no 7946, December 199), p. 37-41
- « First Crusaders to the East and the Costs of Crusading », Cross Cultural Convergences in the Crusader Period, M. Goodich, S. Menache et S. Schein, New York, Peter Lang, 1995, p. 237-257
- « Préface », Autour de la Première Croisade, M. Balard, Paris, Publications de la Sorbonne, 1996, p. 5-6
- Montjoie, Studies in Crusade History,
- « L“idea” della prima crociata nei documenti », Le Crociate, L'Oriente e l'Occidente da Urbano II a San Luigi 1096-1270, M.Rey-Delqué, Milan, Electa, 1997,p. 130-132
- « King Fulk of Jerusalem and “the Sultan of Babylon” », Montjoie, Studies in Crusade History, en honneur de Hans Eberhard Mayer, Aldershot, Variorum, 1997, p. 55-66, (avec B.Z. Kedar et R. Hiestand)
- « Introduction », The First Crusade. Origins and impact, J.Phillips, Manchester, Manchester University Press, 1997, p. 1-4
- « Families, Crusades and Settlement in the Latin East, 1102-1131 », Die Kreuzfahrerstaaten als multikulturelle Gesellschaft, H.E.Mayer, Munich, Oldenbourg, 1997, p. 1-12
- « The Idea of Crusading in the Charters of Early Crusaders, 1095-1102 », Le Concile de Clermont de 1095 et l'Appel à la Croisade, actes du Colloque Universitaire International de Clermont-Ferrand (23-25 juin 1995) organisé et publié avec le concours du Conseil Régional d'Auvergne, Collection de l’École française de Rome, 236, Rome, École française de Rome, 1997, p. 155-66
- « Erdmann and the Historiography of the Crusades, 1935-1995 », La primera cruzada, novocientos anos después: el concilio de Clermont y los origines del movimiento cruzado, L. Garcia-Guijarro Ramos, Madrid, Universidad Autonoma de Madrid, 1997, p. 17-29
- « Raymond IV of St Gilles, Achard of Arles and the conquest of Lebanon », The Crusades and their Sources, Essays presented to Bernard Hamilton, J. France et W.G. Zajac, Aldershot, Ashgate, 1998, p. 1-8
- « Introduction », The Military Orders, Volume 2, Welfare and Warfare, H. Nicholson, Aldershot, Ashgate, 1998, p. xxv-xxviii
- « The Crusades », First Things, octobre 1999
- « 900 Years of the Sovereign Military Order of Malta », History Today, 49, novembre 1999, p. 2-3
- « War against the infidels - and other Christians », Church Times, 7137, 26 November 1999, p. 16-17
- « Al seguito delle Crociate Rome », Di Renzo: Dialoghi – Uomo e Società, 2000
- « Guy of Lusignan, the Hospitallers and the Gates of Acre », Dei gesta per Francos, études sur les croisades dédiées à Jean Richard, Aldershot, Ashgate, 2001, p. 111-115, (avec M. Balard, B.Z. Kedar)
- « The crusading movement », War, Peace and World Orders in European History, A.V. Hartmann et B. Heuser, London et New York, Routledg), 2001, p. 127-140
- « Why apologising for the crusades is futile », The Catholic Herald, 5, octobre 2001, p. 6
- « The Origins of the Commandery in the Temple and the Hospital », La Commanderie. Institution des ordres militaires dans l'Occident médiéval, Paris, CTHS, 2002, p. 9-18, (avec A. Luttrell et L. Pressouyre)
- « Christian Violence and the Crusades », Religious Violence between Christians and Jews. Medieval Roots, Modern Perspectives, A Sapir Abulafia, Basingstoke, Palgrave, 2002, p. 3-20
- « Religious Violence », Religious Violence between Christians and Jews. Medieval Roots, Modern Perspectives, A Sapir Abulafia, Basingstoke, Palgrave, 2002, p. 184-187
- « Government and the indigenous in the Latin kingdom of Jerusalem », Medieval Frontiers: Concepts and Practices, D. Abulafia et N. Berend, Aldershot, Ashgate, 2002, p. 121-131
- « Religious Authority », The Future of the Past. Big Questions in History, P. Martland, Londres, Pimlico, 2002, p. 1-15
- « Hospitaller Spirituality in the Middle Ages », Journal of Spirituality 2: Toward a Spirituality of Communion, Rome, Sovereign Military Hospitaller Order of Saint John of Jerusalem of Rhodes and of Malta, 2002, p. 17-23
- « The Politics of War: France and the Holy Land », The Book of Kings. Art, War, and the Morgan Library’s Medieval Picture Bible, William Noel et Daniel Weiss, Londres, The Walters Art Museum and Third Millenium Publishing, 2002, p. 70-81
- « Casualties and the Number of Knights on the First Crusade », Crusades, 1, 2002, p. 13-28
- « Islam and the Crusades in History and Imagination, 8 November 1898 – 11 September 2001 », Crusades, 2, 2003, p. 151-167
- « Der Aufruf von Clermont und seine Folgen », Die Kreuzzüge, H.-J. Kotzur, B. Klein et W. Wilhelmy, Mainz am Rhein, Verlag Philipp von Zabern, 2004, p. 51-63
- « The Crown of France and Acre, 1254-1291 », France and the Holy Land, D. H. Weiss et L. Mahoney, Baltimore et Londres, The Johns Hopkins University Press, 2004, p. 45-62
- « Were the Templars Guilty? », The Medieval Crusade, S J. Ridyard, Woodbridge;, Boydell, 2004, p. 107-24
- « The Structures of the Orders of the Temple and the Hospital in c 1291 », The Medieval Crusade, S J. Ridyard, Woodbridge, Boydell, 2004, p. 125-43
- « Further thoughts on the layout of the Hospital in Acre », Chemins d’outre-mer. Études sur la Méditerranée médiévale offertes à Michel Balard, 2 vol., Paris, Sorbonne, 2004, 2, p. 753-764, (avec Damien Coulon, Catherine Otten-Froux, Paule Pagès et Dominique Valérien)
- « Préface », The Hospitaller Order of St John in Malta 1530-1798 de Carmel Cassar et Anthony Calleja, Valletta, Mediterranean Cultural Encounters, 2005, p. 5
- « The military-religious orders. Their history and continuing relevance », Traditio Melitensis, , 7, 2005, p. 31-39
- « Gründung und Verwaltung der lateinischen Siedlungen in der Levante », Saladin und die Keuzfahrer, Alfried Wieczorek, Mamoun Fansa et Harald Meller, Mainz am Rhein, Philipp von Zabern, 2005, p. 47-59
- « Toward an Understanding of the Fourth Crusade as an Institution », Urbs Capta, Angeliki Laiou, Paris, Réalités Byzantines, 10, Lethielleux, 2005, p. 71-87
- « De Kruistocht: een heilige oorlog? », De Kruistochten, Utrecht, Museum Catharijneconvent, 205, p. 31-51
- « The Military Orders and the East, 1149-1291 », Knighthhoods of Christ. Essays on the History of the Crusades and the Knights Templar, N. Housley, Aldershot, Ashgate, 2007, p. 137-149, présentation de Malcolm Barber